# First Demo Tape
First Demo Tape es un material de archivo de la banda de hardcore punk, Minor Threat. Fue lanzado en CD y en vinilo de 7" en 2003 por Dischord Records. El álbum se compone de material inédito sacado del primer demo de la banda, el cual aparecería en los trabajos posteriores del grupo.

## Canciones
1. "Minor Threat"
2. "Stand Up"
3. "Seeing Red"
4. "Bottled Violence"
5. "Small Man, Big Mouth"
6. "Straight Edge"
7. "Guilty of Being White"
8. "I Don't Wanna Hear It"

## Personal
- Ian MacKaye – vocalista líder
- Lyle Preslar – guitarra
- Brian Baker – bajo
- Jeff Nelson – batería